# Ford Thunderbird (sixième génération)
Cet article concerne la sixième génération de l'automobile Ford Thunderbird. Pour des informations générales sur la Thunderbird, consultez Ford Thunderbird.
La sixième génération de la Ford Thunderbird est un grand coupé personnel de luxe qui a été produit par Ford pour les années modèles 1972 à 1976. Homologue de la Lincoln Continental Mark IV, cette génération de Thunderbird était la plus grande jamais produite; pesant plus de 2 200 kg, ce sont également les coupés les plus lourds jamais produits par Ford (à part son homologue la Mark IV).
En termes de style, la Thunderbird de sixième génération influença fortement le style des Mercury Cougar XR7 et Ford Elite de 1974 à 1976, cette dernière ayant été remplacée par la Thunderbird de septième génération en 1977.

## 1972

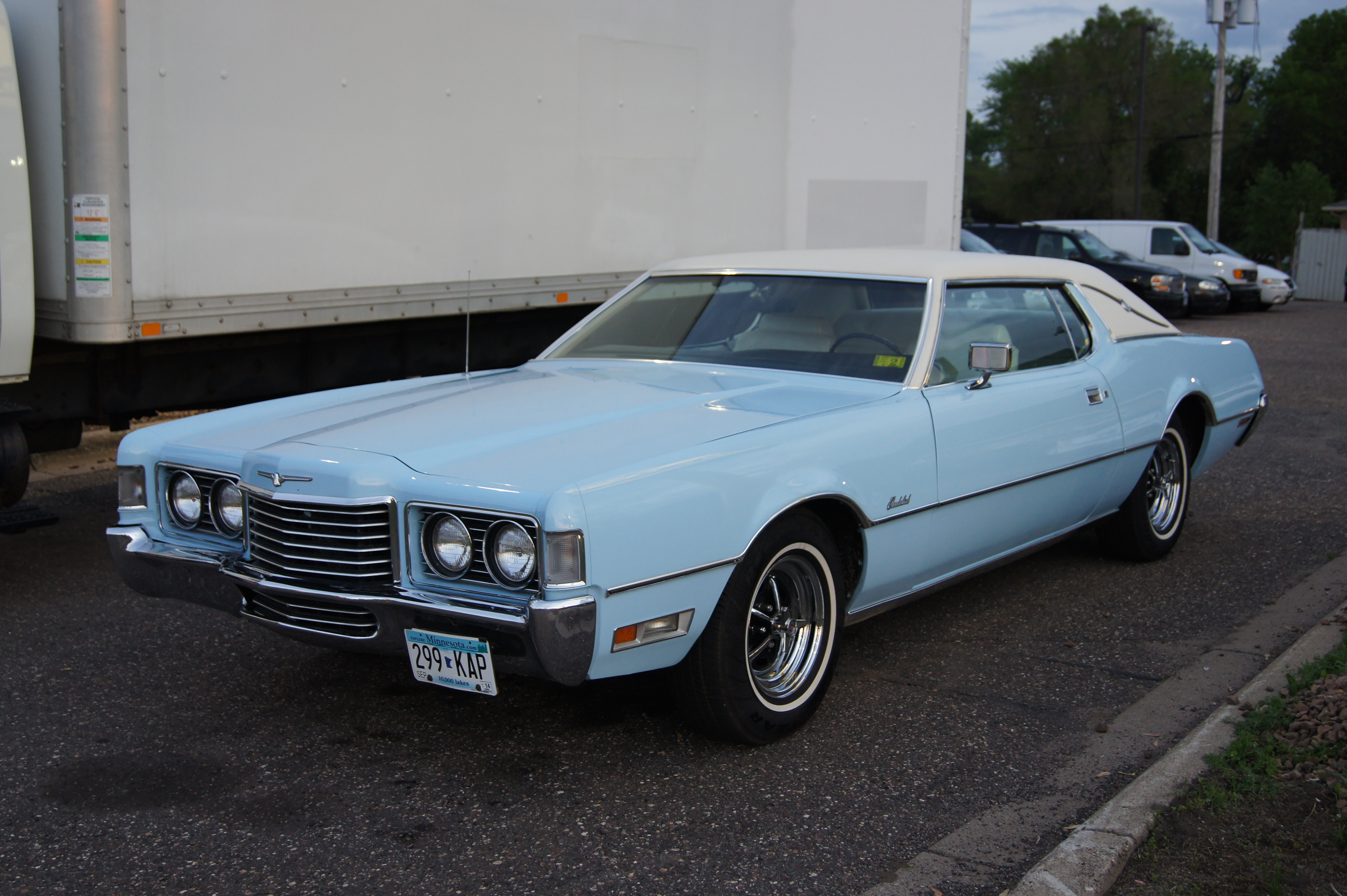
Ford Thunderbird de 1972.

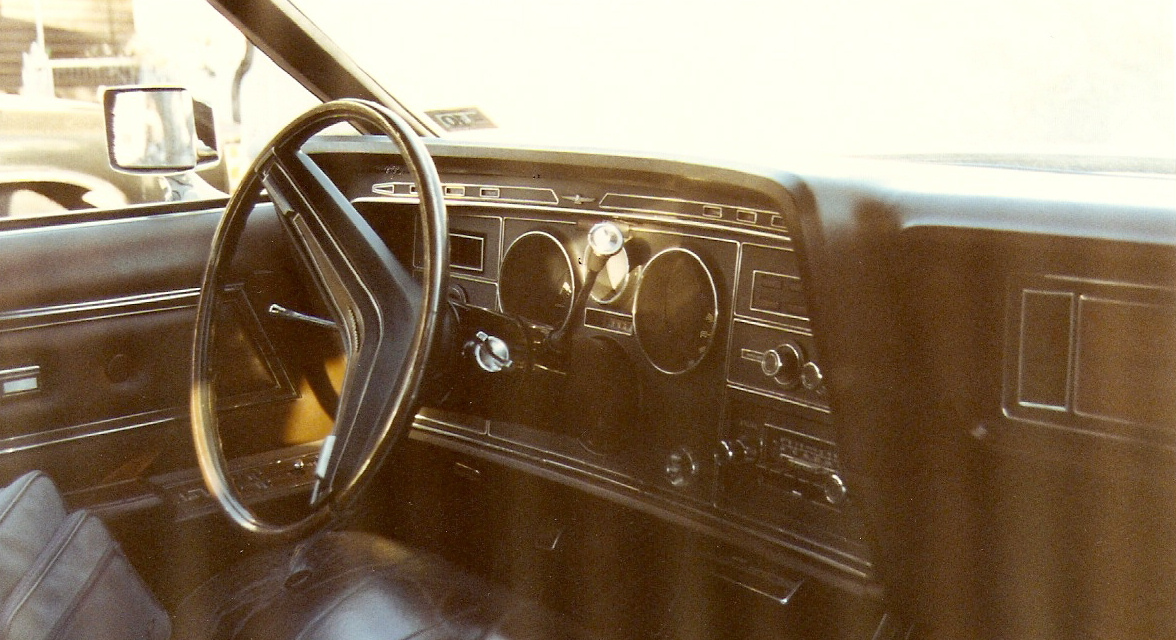
Tableau de bord avec compteurs ronds et une horloge

Mis à part la refonte elle-même, la Thunderbird de 1972 représentait une simplification dans les styles de carrosserie. Au lieu des trois styles de carrosserie (landau, toits rigides à deux et quatre portes) offerts pour l'année modèle 1971, la Thunderbird a été réduite à une seule gamme de modèles à toit rigide deux portes. En ce qui concerne l'extérieur, de nombreux composants étaient communs avec ceux de la Continental Mark IV, les principales différences étant les panneaux de carrosserie avant et arrière. Le «bec» proéminent, et controversé, introduit pour l'année modèle 1971 a été atténué tandis que les clignotants séquentiels vus depuis 1965 ont été supprimés pour des raisons d'économie de coûts.
Le moteur de base initial était le moteur Cleveland 400. Cependant, ce moteur ne fournissait pas à ce lourd véhicule les performances attendues d'une voiture personnelle de luxe. Il fut rapidement remplacé par  le 429, plus puissant. Le 460 était proposé comme option offrant encore plus de puissance.
Outre le tableau de bord, l'intérieur était également partagé avec la Mark IV. Au lieu des jauges carrées utilisées dans la Mark IV, la Thunderbird avait des cadrans ronds pour le compteur de vitesse, la jauge de carburant et l'horloge. À la gauche du conducteur se trouvaient les commandes de climatisation et d’éclairage; à droite se trouvaient les commandes radio, les commandes d'essuie-glace et le centre d'information. Cette disposition du tableau de bord perdurera jusqu'à l'année modèle 1976. Le prix de base était de 5 293 $ US et un total de 57 814 voitures ont été construites pour cette année modèle.

## 1973

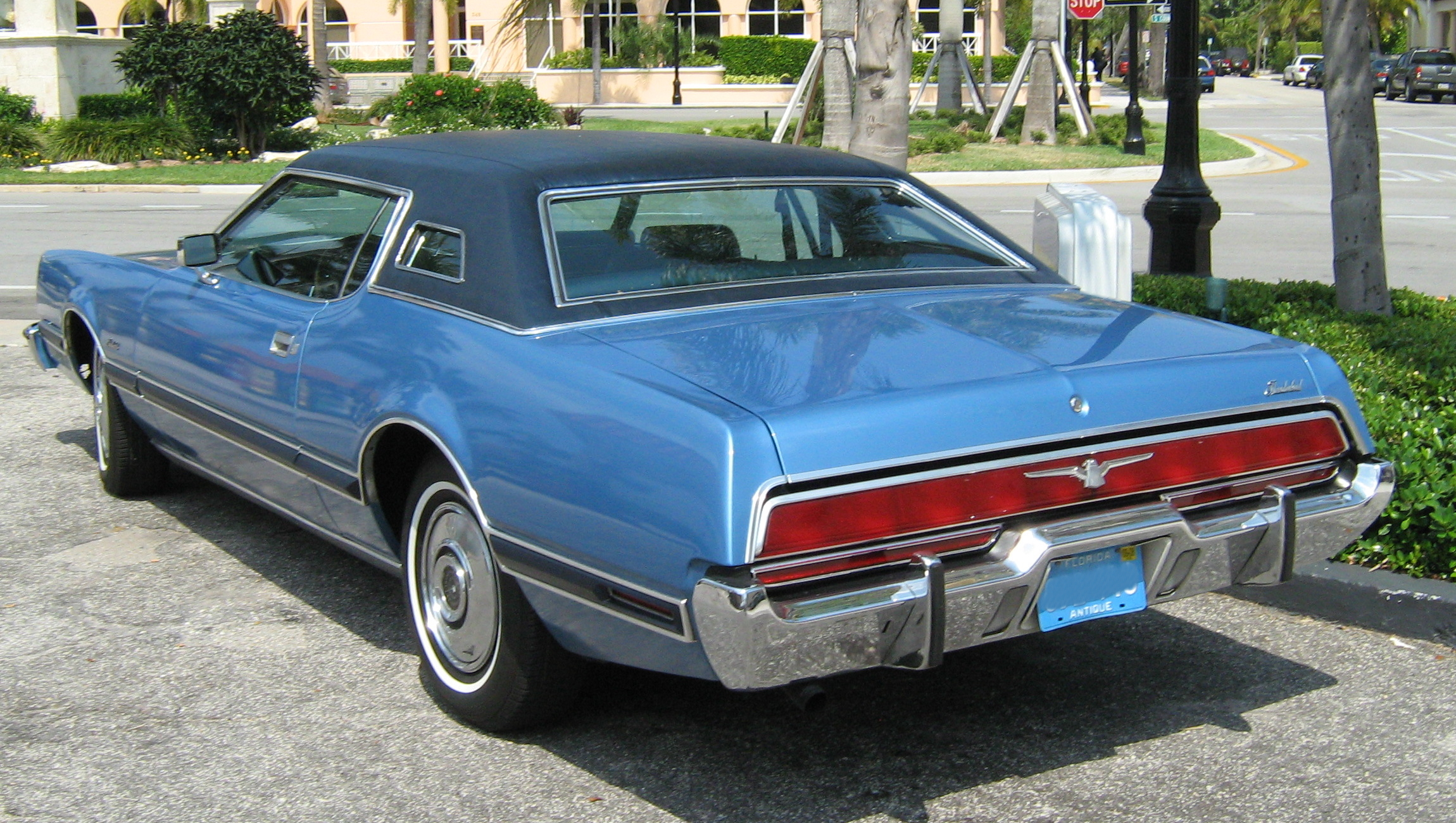
Ford Thunderbird de 1973, vue arrière

Pour 1973, la Thunderbird a augmenté à la fois en taille et en prix. Pour accueillir les plus grands pare-chocs de 8 km/h exigés pour toutes les voitures de 1973, l'avant a été redessiné avec une calandre de style caisse à œufs, surmontée d'un ornement de capot à ressort, flanqué de quadruples phares dans des nacelles individuelles. Les clignotants étaient plus proéminents sur les bords des ailes. Les fenêtres d'opéra, d'abord en option, puis de série à la fin de l'année modèle, sont également nouvelles à l'extérieur. Les vitres électriques (129 $), le toit en vinyle (141 $), la climatisation manuelle (436 $) et le verre teinté (51 $) ont également été mis de série au cours de l'année modèle. Certaines nouvelles options comprenaient un lecteur cassette AM/FM 8 pistes (311 $), un rétroviseur extérieur droit à télécommande (26 $) et un système antivol (79 $). Certains équipements optionnels disponibles comprenaient des freins sûrs, un système de freinage antiblocage précoce (197 $), un toit ouvrant électrique (504 $), des serrures de portières électriques (59 $), un régulateur de vitesse (103 $) et le V8 de 460 pouces cubes (7,5 L) (76 $).
1973 a été la dernière année pour le moteur 429 et l'essence au plomb. Le prix de base était de 5 577 $ au début de l'année modèle et de 6 414 $ plus tard en raison des ajouts à la liste d'équipement standard. Un total de 87 269 voitures ont été construites, ce qui en fait le troisième chiffre de production de Thunderbird le plus élevé à ce jour.

## 1974
En 1974, d'autres changements ont été apportés en réponse aux nouvelles réglementations fédérales. En remplacement du verrouillage de la ceinture de sécurité, une sonnerie retentirait si les deux ceintures de sécurité avant n'étaient pas bouclées; l'ajout de pare-chocs de 8 km/h à l'arrière a ajouté encore plus de poids à vide. Alors que le V8 429 a été remplacé par le V8 460 plus puissant provenant de Lincoln-Mercury, il a maintenant besoin d'essence sans plomb; un témoin d'avertissement de niveau de carburant bas a été ajouté au tableau de bord. La trappe de remplissage d'essence a été déplacée de l'arrière de la plaque d'immatriculation vers le panneau arrière côté conducteur. Tout en ressemblant aux feux arrière séquentiels des années 1960, les nouveaux feux sur toute la largeur arrière étaient de conception conventionnelle, séparés par un feu de recul central.
1974 a été la première année durant laquelle des  finitions spéciales de luxe optionnelles ont été proposées: la finition Burgundy Luxury (411 $) et la finition White and Gold Luxury (546 $). Ces finitions incluaient une peinture et des garnitures extérieures et intérieures améliorées. L'équipement standard est resté inchangé, mais plusieurs nouveaux éléments ont été répertoriés comme optionnels. Parmi les plus remarquables, citons le toit ouvrant électrique (798 $), un système pour allumer/éteindre automatiquement les phares (34 $) et les fenêtres à mini-évent électriques (70 $). Une stéréo AM/FM (152 $) ou avec lecteur de cassette (311 $), un siège conducteur à commande électrique (105 $), un siège avant à deux réglages électriques (210 $), un dégivreur de lunette arrière (85 $), une antenne électrique (31 $), un contrôle automatique de la température (74 $), et les feux de clignotants avant (43 $) furent également ajoutés à la liste des options.
Le prix de base était de 7 221 $ et 58 443 voitures ont été produites pour l'année modèle.

## 1975

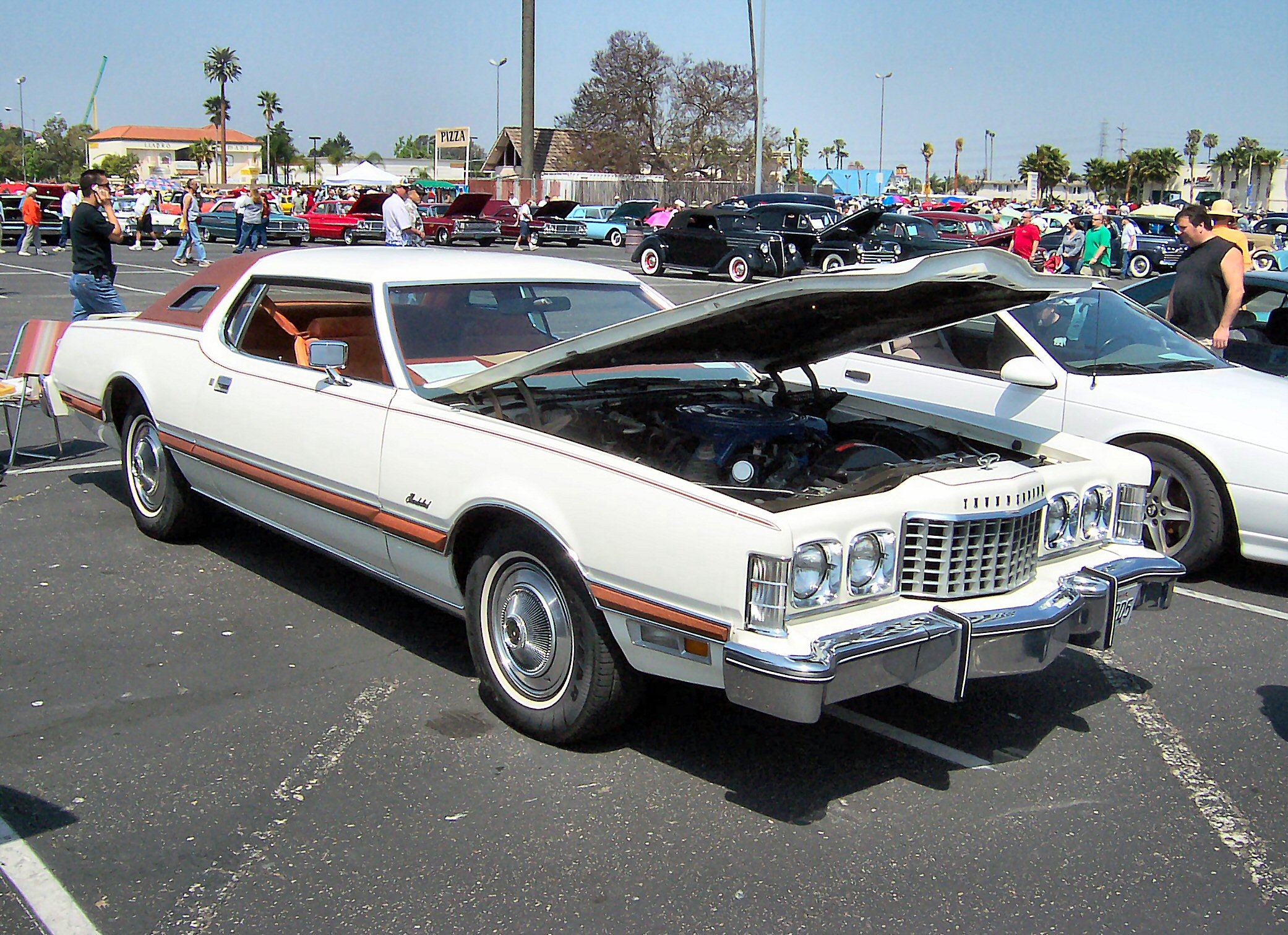
1975 Ford Thunderbird

Peu de changements pour 1975, sauf de nouvelles finitions de luxe et plus d'articles ajoutés à la liste d'équipement standard. Les alarmes de ceinture de sécurité, largement critiquées, ont été abandonnées. 1975 avait la plus longue liste d'équipement standard de toutes les Thunderbird des années 1955 à 1997. Certains articles de série cette année étaient la chaîne stéréo AM/FM, les feux de clignotants avant et les barres stabilisatrices avant et arrière. Les finitions de luxe en éditions spéciales sont revenues, s'appelant la finition Copper Luxury (624 $), la finition Silver Luxury (337 $) et la finition Jade Luxury (624 $). Le large éventail d'options disponibles a peu changé, mais les freins à disque aux quatre roues (184 $) étaient disponibles pour l'époque. La puissance était toujours fournie par le V8 de 460 pouces cubes (7,5 L) d'une puissance de 220 chevaux (160 kW). Le prix de base était de 7 701 $ pour une production de 42 685 voitures. Un système d'alarme est devenu facultatif.

## 1976

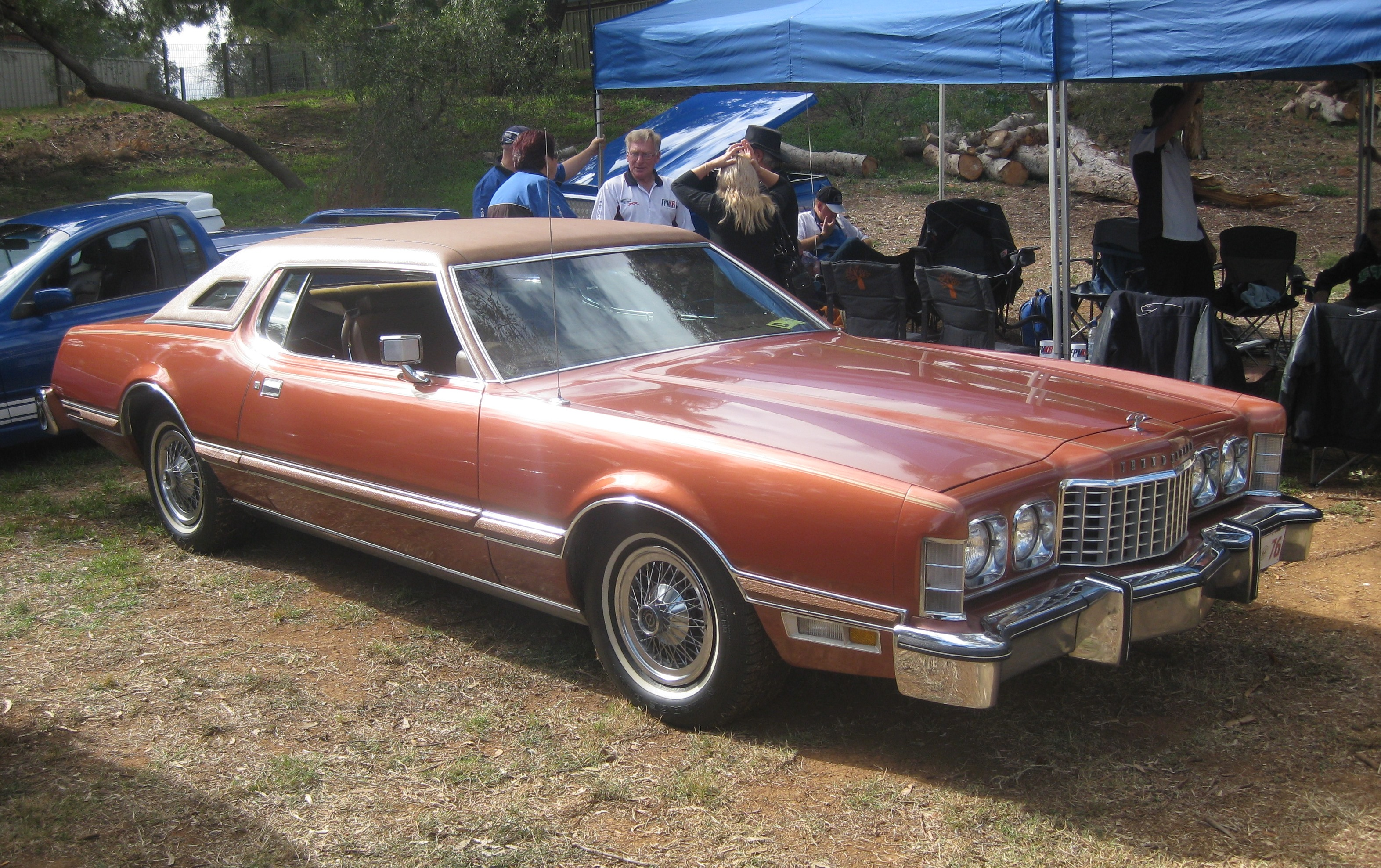
1976 Ford Thunderbird

1976 était la dernière année modèle de la sixième génération. Certains éléments qui étaient standard en 1975 ont été déplacés vers la liste des options. Certains des éléments revenant à la liste des options inclus, la stéréo AM/FM, les feux de clignotants avant et le verre teinté. De plus, les vitres arrière sont devenues fixes. Cette décision visait à réduire les coûts et était également partagée sur la Mark IV de 1976. Les finitions de luxe de 1976 étaient Crème and Gold (793 $), Lipstick (546 $) et Bordeaux (700 $). Les nouvelles options comprenaient un miroir de courtoisie éclairé pour le conducteur (43 $), un siège conducteur lombaire électrique (86 $), une radio avec recherche stéréo AM/FM (298 $) et une radio stéréo AM/FM avec lecteur cassette Quadra Sonic 8 pistes (382 $). Un gradateur automatique a été ajouté à l'option de lampe automatique. Le prix de base était de 7 790 $ pour un total de 52 935 voitures produites.

## Chiffres de production
| Année                       | Production |
| 1972                        | 57,814     |
| 1973                        | 87,269     |
| 1974                        | 58,443     |
| 1975                        | 42,685     |
| 1976                        | 52,935     |
| Production totale = 299,146 |            |